# Отверженные (мини-сериал, 1972)
«Отве́рженные» (фр. Les Misérables) — французский 2-серийный мини-сериал, поставленный в 1972 году режиссёром Марселем Блювалем, экранизация одноимённого романа Виктора Гюго.

## Сюжет
Французский 2-серийный телефильм (мини-сериал). В первой части в эпицентре событий находятся осуждённый Жан Вальжан, Козетта и негодяй Тенардье. Во второй части рассказывается о республиканских баррикадах во время Июньского восстания 1832 года, о судьбах Мариуса, Жавера, Гавроша, чьи истории жизни неразрывно связаны с историей Парижа.
Подробное изложение сюжета см. в статье Отверженные.

## В ролях
- Жорж Жере — Жан Вальжан
- Бернар Фрессон — Жавер
- Ален Мотте — Тенардье
- Николь Жаме — Козетта
- Ванина Виницки — Козетта в детстве
- Франсуа Мартуре — Мариус
- Франсуа Вибер — епископ Мириэль
- Анн-Мари Коффине — Фантина
- Жиль Медон — Гаврош
- Эрмина Карагёз — Эпонина, дочь Тенардье
- Миша Байярд — жена Тенардье

## Съёмочная группа
- Режиссёр: Марсель Блюваль
- Сценарий: Виктор Гюго (автор романа), Марсель Блюваль
- Оператор: Андре Бак
- Художник: Энн-Мари Маршан
- Монтаж: Жан-Клод Хьюгет

## Издание на видео
- Премьера этого мини-сериала во Франции состоялась 21 сентября 1972 года.
- Во Франции выпускался на DVD.
- В 70-х годах этот мини-сериал демонстрировался по советскому телевидению, был профессионально переведён и озвучен на русский язык.
- В России пока не выпускался на DVD.